# Cor de Wit (1922-2018)
Cor de Wit (Donkerbroek, 2 januari 1922 − Twello, 12 januari 2018) was een Nederlands architect, publicist en glasverzamelaar.

## Biografie
De Wit volgde de opleiding tot architect aan de Technische Hogeschool Delft  en was van 1972 tot 1979 voorzitter van de Bond van Nederlandse Architecten. Hij was betrokken bij de Stichting Goed Wonen en mede door die functie kende hij vele modernistische architecten als Mart Stam en Piet Zwart. Hij publiceerde enkele werken over moderne architecten, designers, en publiceerde later in eigen beheer verschillende essays.
De Wit was getrouwd met Sjoukje Jelsma (1920-2009). Zij verzamelden vanaf de jaren 1970 met name Scandinavisch glas, zowel unica als fabrieksglas. Hun collectie van 800 stukken doneerden zij aan het Museum Boijmans Van Beuningen. In 2012 organiseerde het museum een tentoonstelling over en met stukken Fins glas uit deze collectie; zij verzamelden speciaal Fins glas uit de jaren 1950, uit de zogenaamde 'Finse Gouden Jaren', waar De Wit ook over publiceerde.
De Wit overleed begin 2018, tien dagen na zijn 96e verjaardag.